# Shaban Sejdiu
Shaban Sejdiu także Šaban Sejdi (ur. 6 maja 1959) – jugosłowiański zapaśnik, dwukrotny medalista olimpijski.
Brał udział w czterech igrzyskach (IO 76, IO 80, IO 84, IO 88). Walczył w stylu wolnym. Był trzeci w 1980 w wadze do 68 kg i w 1984 w wadze do 72 kilogramów.  Sięgnął po srebro mistrzostw świata w 1977 i 1981. W mistrzostwach Europy zwyciężył w 1977 i 1983. Na igrzyskach śródziemnomorskich triumfował w 1975 i 1979, był trzeci w 1987. Trzeci na uniwersjadzie w 1977.
Jego córką jest piosenkarka Altuna Sejdiu.